# 科威斯鎮區 (密歇根州)
科威斯鎮區（英語：Corwith Township）是位於美國密歇根州奧齊戈縣的一個行政鎮區。

## 地方資料
科威斯鎮區的面積為280.03平方千米，當中陸地面積為278.33平方千米，而水域面積為1.66平方千米。根據2020年美國人口普查的數據，當地共有人口1708人，而人口密度為每平方千米6.1人。